# François Boivin
François Boivin (* 8. Dezember 1982 in Jonquière) ist ein ehemaliger kanadischer Snowboarder. Er startete vorwiegend im Snowboardcross und nahm an zwei Olympischen Winterspielen sowie sechs Snowboard-Weltmeisterschaften teil.

## Werdegang
Boivin trat international erstmals bei den Juniorenweltmeisterschaften 1998 in Chamrousse in Erscheinung. Dort errang er den 26. Platz im Riesenslalom. Im folgenden Jahr kam er bei den Juniorenweltmeisterschaften auf der Seiser Alm auf den 66. Platz im Parallel-Riesenslalom. Sein Debüt im Snowboard-Weltcup gab er zu Beginn der Saison 1999/2000 in Whistler, wobei er den 61. Platz im Riesenslalom errang. Im weiteren Saisonverlauf siegte er im Nor-Am-Cup zweimal im Riesenslalom und belegte bei den Juniorenweltmeisterschaften 2000 in Berchtesgaden den 98. Platz im Parallelslalom sowie den siebten Rang im Parallel-Riesenslalom. In der Saison 2000/01 erreichte er in München mit Platz sieben im Parallelslalom seine erste Top-Zehn-Platzierung im Weltcup und kam bei den Snowboard-Weltmeisterschaften 2001 in Madonna di Campiglio auf den 34. Platz im Snowboardcross. Bei den Juniorenweltmeisterschaften 2001 in Nassfeld wurde er Fünfter im Parallel-Riesenslalom. In der Saison 2001/02 erreichte er im Weltcup mit drei Top-Zehn-Platzierungen den 11. Platz im Snowboardcross-Weltcup. Zudem errang er mit je einem ersten und zweiten Platz, den vierten Platz in der Snowboardcross-Wertung des Nor-Am-Cups. Bei den Juniorenweltmeisterschaften 2002 in Rovaniemi gewann er die Bronzemedaille im Snowboardcross und die Goldmedaille im Parallel-Riesenslalom. Im folgenden Jahr belegte er bei den Snowboard-Weltmeisterschaften 2003 am Kreischberg den 36. Platz im Parallelslalom, den 22. Rang im Parallel-Riesenslalom und den 14. Platz im Snowboardcross. In der Saison 2003/04 erreichte er mit Platz drei im Snowboardcross in Berchtesgaden seine erste Podestplatzierung im Weltcup und zum Saisonende den 15. Platz im Snowboardcross-Weltcup sowie den neunten Rang im Gesamtweltcup. In der folgenden Saison siegte er einmal im Nor-Am-Cup im Parallel-Riesenslalom und kam in der Sierra Nevada mit Platz drei erneut im Weltcup aufs Podium. Beim Saisonhöhepunkt, den Snowboard-Weltmeisterschaften 2005 in Whistler, gewann er die Silbermedaille im Snowboardcross. Im folgenden Jahr wurde er in Turin bei seiner ersten Olympiateilnahme Zehnter im Snowboardcross.
In der Saison 2006/07 errang Boivin mit Platz acht im Snowboardcross-Weltcup sein bestes Gesamtergebnis im Weltcup. Zudem kam er mit sechs Top-Zehn-Platzierungen, darunter einen Sieg auf den zweiten Platz in der Snowboardcross-Wertung des Nor-Am-Cups. Bei den Snowboard-Weltmeisterschaften 2007 in Arosa fuhr er auf den 11. Platz im Snowboardcross. In der Saison 2008/09 fuhr er mit Platz drei in La Molina letztmals im Weltcup aufs Podest und siegte im Mont-Tremblant letztmals im Nor-Am-Cup. Bei den Snowboard-Weltmeisterschaften im Januar 2009 in Gangwon wurde er Elfter im Snowboardcross und zum Saisonende Zehnter im Snowboardcross-Weltcup. Nachdem er zu Beginn der Saison 2009/10 beim Australia New Zealand am Mount Hotham die Plätze sechs und drei errang, kam er im Weltcup zweimal unter die ersten Zehn und belegte damit den 12. Platz im Snowboardcross-Weltcup. Beim Saisonhöhepunkt, den Olympischen Winterspielen 2010 in Vancouver, fuhr er auf den 12. Platz im Snowboardcross. In seiner letzten aktiven Saison 2010/11 absolvierte er in Arosa seinen 114. und damit letzten Weltcup, welchen er auf dem fünften Platz beendete und belegte zum Saisonende den 14. Platz im Snowboardcross-Weltcup. Bei den Snowboard-Weltmeisterschaften 2011 in La Molina wurde er Siebter im Snowboardcross.

## Teilnahmen an Weltmeisterschaften und Olympischen Winterspielen

### Olympische Winterspiele
- 2006 Turin: 10. Platz Snowboardcross
- 2010 Vancouver: 12. Platz Snowboardcross

### Snowboard-Weltmeisterschaften
- 2001 Madonna di Campiglio: 34. Platz Snowboardcross
- 2003 Kreischberg: 14. Platz Snowboardcross, 22. Platz Parallel-Riesenslalom, 36. Platz Parallelslalom
- 2005 Whistler: 2. Platz Snowboardcross
- 2007 Arosa: 11. Platz Snowboardcross
- 2009 Gangwon: 11. Platz Snowboardcross
- 2011 La Molina: 7. Platz Snowboardcross

## Weltcup-Gesamtplatzierungen
| Saison    | Gesamt | Gesamt | Snowboardcross | Snowboardcross |
| Saison    | Punkte | Platz  | Punkte         | Platz          |
| --------- | ------ | ------ | -------------- | -------------- |
| 1999/2000 | 2      | 127.   | -              | -              |
| 2000/01   | 105    | 75.    | 177            | 53.            |
| 2001/02   | -      | -      | 1416           | 11.            |
| 2002/03   | 105    | 18     | 638            | 28.            |
| 2003/04   | 190    | 9.     | 1580           | 15.            |
| 2004/05   | -      | -      | 1370           | 18.            |
| 2005/06   | 1412   | 63.    | 1412           | 21.            |
| 2006/07   | 1040   | 63.    | 1040           | 8.             |
| 2007/08   | 230    | 189.   | 230            | 49.            |
| 2008/09   | 2360   | 23.    | 2360           | 10.            |
| 2009/10   | 1430   | 41.    | 1430           | 12.            |
| 2010/11   | -      | -      | 1320           | 14.            |